# Clemente Grosso della Rovere

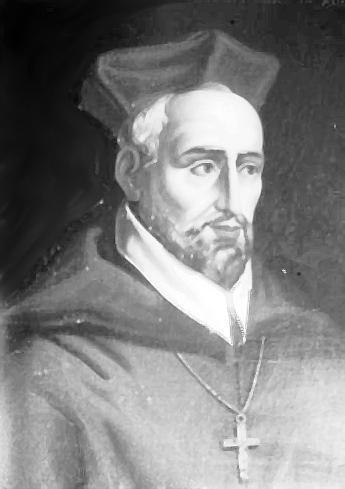
Kardinal Clemente Grosso della Rovere

Clemente Grosso della Rovere OFMConv (* 1462 in Savona; † 18. August 1504 in Rom) war ein Kardinal der Katholischen Kirche.

Kardinalswappen (modernes Schema)

Clemente war der älteste Sohn von Antonio Grosso und Maria Basso della Rovere, Schwester von Kardinal Girolamo Basso della Rovere und Nichte von Papst Sixtus IV. Clemente bekam den Nachnamen seines Vaters und behielt den Zusatz della Rovere bei, aufgrund der Bedeutung der Adelsfamilie.
Der Bruder von Leonardo Grosso della Rovere trat in den Orden der Minoriten ein und wurde am 27. August 1483 Bischof von Mende. 1495 wurde er Vizelegat in Avignon und ein Jahr später Rektor von Comtat Venaissin. Papst Julius II. hat ihn nach seiner Rückkehr aus Avignon am 29. November 1503 zum Kardinal erhoben und am 6. Dezember 1503 zum Kardinalpriester von Ss. XII Apostoli ernannt.